# John Farquhar Fulton

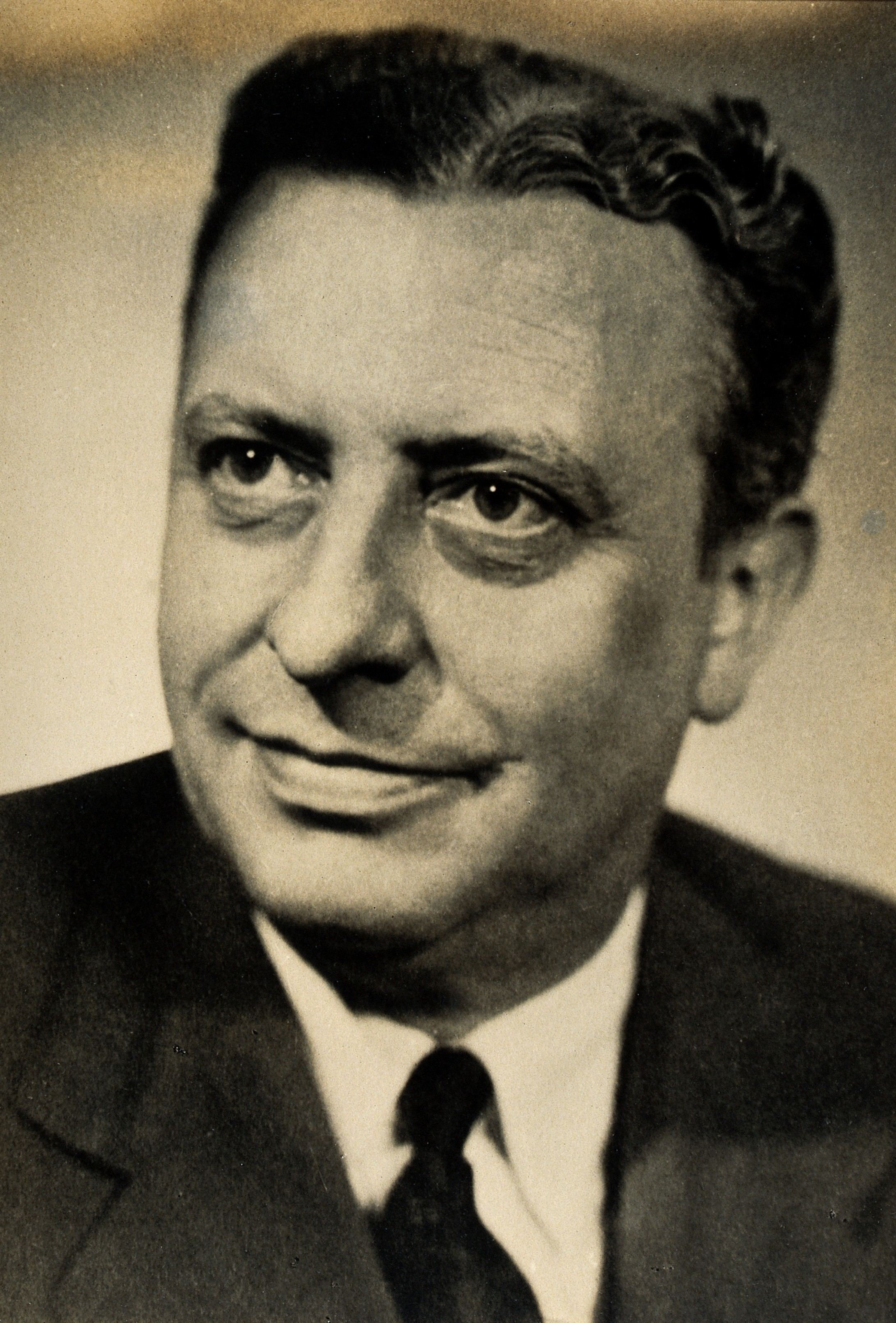
John Farquhar Fulton

John Farquhar Fulton (* 1. November 1899 in Saint Paul, Minnesota; † 29. Mai 1960) war ein US-amerikanischer Neurophysiologe und Medizinhistoriker. Fulton beschrieb in seiner 1926 veröffentlichten Dissertation das Adie-Critchley-Syndrom, das auch als Fulton’s-Syndrom bekannt ist.

## Leben
John Farquhar Fulton war der Sohn von Edith (Wheaton) Fulton und John Farquhar, einem praktizierenden Arzt, der maßgeblich am Aufbau der Medical School an der University of Minnesota beteiligt war. Eine Straße auf dem Universitätscampus wurde nach dem Vater benannt. Die Fultons gehörten zur gleichen Familie wie Robert Fulton, Erbauer der ersten brauchbaren Dampfschiffe und des U-Boots Nautilus.
Mit 16 Jahren verließ John Farquhar Fulton die St. Paul High School und schrieb sich 1917 an der University of Minnesota ein. Nach seiner Teilnahme am Ersten Weltkrieg ging er an die Harvard University und wechselte 1921 an das Magdalen College der Universität Oxford. 1923 schloss er in Oxford das Studium in Physiologie als B.A. ab. Bis 1925 schrieb er eine ungewöhnlich umfangreiche Doktorarbeit von 700 Seiten mit mehr als tausend Referenzen, die 1926 unter dem Titel Muscular contraction and the reflex control of movement veröffentlicht wurde. Die Promotion legte er dann in Harvard mit dem Prädikat magna cum laude ab. Nach einer Zwischenstation auf der Neurochirurgischen Station von Harvey Cushing ging er erneut nach Oxford. Anschließend nahm er einen Ruf der Yale University in New Haven (Connecticut) als Sterling-Professor für Physiologie an. Während des Zweiten Weltkrieges war Fulton Vorsitzender des Unterausschusses für Dekompressionskrankheit. 1951 wurde er Sterling Professor im neueingerichteten Bereich Medizingeschichte in Yale, womit sich ein langer Berufswunsch aus seiner Studienzeit erfüllte.

## Leistungen und Auszeichnungen
Neben seinen intensiven Arbeiten zur Medizingeschichte und zu Physiologischen Syndromen war der bei seinen Studenten sehr beliebte Fulton an den ersten klinischen Studien mit Penicillin in den Vereinigten Staaten beteiligt. 1934 wurde er in die American Academy of Arts and Sciences und 1949 in die American Philosophical Society gewählt. Die erste präfrontale Lobotomie nahm 1935 der portugiesische Neurologe und spätere Nobelpreisträger für Medizin Egas Moniz mit Hilfe von Fulton vor.
John F. Fulton erhielt zahlreiche Ehrentitel und Auszeichnungen, darunter den Officer of the Order of the British Empire (OBE) ehrenhalber, die vierte Stufe des britischen Ritterordens Order of the British Empire. Oxford zeichnete ihn 1957 mit dem Doctor of Letters (D. litt.) aus. 1958 verlieh ihm die von George Sarton und Lawrence Joseph Henderson gegründete History of Science Society (HSS) die George-Sarton-Medaille, den höchst renommierten Preis für Wissenschaftsgeschichte. Zudem war Fulton erster Preisträger der Franz-Groedel-Medaille, die 1955 von der Deutschen Gesellschaft für Kardiologie zur Erinnerung an Franz Maximilian Groedel geschaffen wurde.

## Schriften (Auswahl)
- Muscular contraction and the reflex control of movement. Doctorate thesis. Baltimore, Williams & Wilkins, 1926.
- Selected Reading in the History of Physiology. Edited by John Farquhar Fulton. Springfield, Illinois, Baltimore, Maryland, C. C. Thomas, 1930.
- The Sign of Babinsky. A Study of the Evolution of Cortical Dominance in Primates. Charles C Thomas, Springfield (Illinois) 1932.
- mit Leona Baumgartner: Handlist of editions of the poem Syphilis sive morbus Gallicus by Girolamo Fracastoro of Verona. Johnson, Oxford 1933.
- mit Leona Baumgartner: A Bibliography of the Poem „Syphilis sive Morbus Gallicus“ by Girolamo Fracastoro of Verona. Yale University-Press, New Haven; Humphrey Milford Oxford University-Press, London 1935.
- A Bibliography of the Honourable Robert Boyle, Fellow of the Royal Society. Oxford: University Press, 1932. 2nd edition, Oxford: Clarendon Press, 1961.
- A bibliography of two Oxford physiologists; Richard Lower, 1631–1691; John Mayow, 1643–1679. Oxford: Oxford University Press, 1935.
- Physiology of the Nervous System. Textbook. 1938.
- Harvey Cushing, a biography.  C. C. Thomas, Springfield, Illinois, 1946.
- The great medical bibliographers, a study in humanism. University of Pennsylvania Press, Philadelphia 1951.
- Selected reading in the history of physiology, comp. by John F. Fulton, completed by Leonard G. Wilson. Thomas, Springfield, Illinois, [um 1966].